# Kenny Rollins
Kenneth Herman Rollins (Charleston, Misuri; 14 de septiembre de 1923-Greencastle, Indiana; 9 de octubre de 2012), más conocido como Kenny Rollins, fue un baloncestista estadounidense que disputó tres temporadas entre la BAA, la NBA y una más en la NPBL. Con 1,83 metros de estatura, jugaba en la posición de base. Es hermano del también exjugador profesional Phil Rollins.

## Trayectoria deportiva

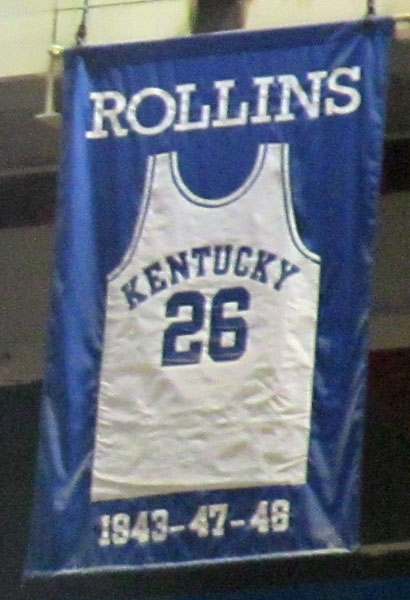
Camiseta de Rollins retirada en el Rupp Arena.

### Universidad
Jugó durante tres temporadas con los Wildcats de la Universidad de Kentucky, interrumpidas por el servicio militar durante la Segunda Guerra Mundial, en las que promedió 6,9 puntos por partido. Formó parte de los denominados Fabulous Five, junto con Wah Wah Jones, Cliff Barker, Alex Groza y Ralph Beard, que consiguieron el título de campeones de la NCAA en 1948. Esa temporada y la anterior fue incluido en el mejor quinteto de la Southeastern Conference.

### Selección nacional
En 1948 se realizaron unas pruebas para elegir al equipo que representaría a Estados Unidos en los Juegos Olímpicos de Londres, jugándose un partido final entre los Kentucky Wildcats y el equipo semiprofesional de los Phillips Oilers, perdiendo el equipo universitario por 4 puntos, pero uniéndose sus cinco titulares a la selección, ganando la medalla de oro derrotando en la final a Francia por 66-21. Barker jugó 7 partidos, en los que promedió 3,4 puntos.

### Profesional
Fue elegido en el Draft de la BAA de 1948 por Fort Wayne Pistons, pero acabó fichando por los Chicago Stags, donde jugó dos temporadas, siendo la más destacada la primera de ellas, en la que promedió 6,2 puntos y 2,8 asistencias por partido.
En 1950 fichó por los Louisville Alumnites para disputar la NPBL, jugando la única temporada de la competición, en la que promedió 8,6 puntos por partido. Al año siguiente ficha por los Boston Celtics, donde jugaría su última temporada como profesional, promediando 2,3 puntos y 1,1 asistencias por partido.

## Estadísticas de su carrera en la NBA

### Temporada regular
| Temporada | Edad | Equipo         | Liga  | P   | TIT | MIN | TC  | TCA | %TC  | 3P | 3PA | %3P | TL  | TLA | %TL  | R.OF. | R.DEF. | REB | ASIS | ROB | TAP | PER | FP  | PTS |
| 1948-49   | 25   | Chicago Stags  | BAA   | 59  |     |     | 2.4 | 8.8 | .277 |    |     |     | 1.3 | 1.8 | .740 |       |        |     | 2.8  |     |     |     | 2.5 | 6.2 |
| 1949-50   | 26   | Chicago Stags  | NBA   | 66  |     |     | 2.2 | 6.4 | .342 |    |     |     | 1.0 | 1.3 | .742 |       |        |     | 2.0  |     |     |     | 2.0 | 5.4 |
| 1952-53   | 29   | Boston Celtics | NBA   | 43  |     | 9.9 | 0.9 | 2.7 | .330 |    |     |     | 0.5 | 0.6 | .815 |       |        | 1.0 | 1.1  |     |     |     | 1.5 | 2.3 |
| Total     |      |                | TOTAL | 168 |     | 9.9 | 1.9 | 6.3 | .309 |    |     |     | 1.0 | 1.3 | .750 |       |        | 1.0 | 2.0  |     |     |     | 2.0 | 4.9 |
|           |      |                | NBA   | 109 |     | 9.9 | 1.7 | 4.9 | .340 |    |     |     | 0.8 | 1.1 | .759 |       |        | 1.0 | 1.6  |     |     |     | 1.8 | 4.1 |
|           |      |                | BAA   | 59  |     |     | 2.4 | 8.8 | .277 |    |     |     | 1.3 | 1.8 | .740 |       |        |     | 2.8  |     |     |     | 2.5 | 6.2 |

### Playoffs
| Temporada | Edad | Equipo         | Liga  | P  | MIN | TCA | TC | 3PA | 3P | TLA | TL | R.OF. | REB | ASIS | ROB | TAP | PER | FP | PTS | %TC  | %3P | %FT   | MIN  | PTS | REB | AST |
| 1948-49   | 25   | Chicago Stags  | BAA   | 2  |     | 0   | 6  |     |    | 0   | 0  |       |     | 2    |     |     |     | 2  | 0   | .000 |     |       |      | 0.0 |     | 1.0 |
| 1949-50   | 26   | Chicago Stags  | NBA   | 2  |     | 0   | 3  |     |    | 0   | 0  |       |     | 0    |     |     |     | 4  | 0   | .000 |     |       |      | 0.0 |     | 0.0 |
| 1952-53   | 29   | Boston Celtics | NBA   | 6  | 65  | 6   | 15 |     |    | 8   | 8  |       | 8   | 7    |     |     |     | 14 | 20  | .400 |     | 1.000 | 10.8 | 3.3 | 1.3 | 1.2 |
| Total     |      |                | TOTAL | 10 | 65  | 6   | 24 |     |    | 8   | 8  |       | 8   | 9    |     |     |     | 20 | 20  | .250 |     | 1.000 | 10.8 | 2.0 | 1.3 | 0.9 |
|           |      |                | NBA   | 8  | 65  | 6   | 18 |     |    | 8   | 8  |       | 8   | 7    |     |     |     | 18 | 20  | .333 |     | 1.000 | 10.8 | 2.5 | 1.3 | 0.9 |
|           |      |                | BAA   | 2  |     | 0   | 6  |     |    | 0   | 0  |       |     | 2    |     |     |     | 2  | 0   | .000 |     |       |      | 0.0 |     | 1.0 |